# Historia Łasina

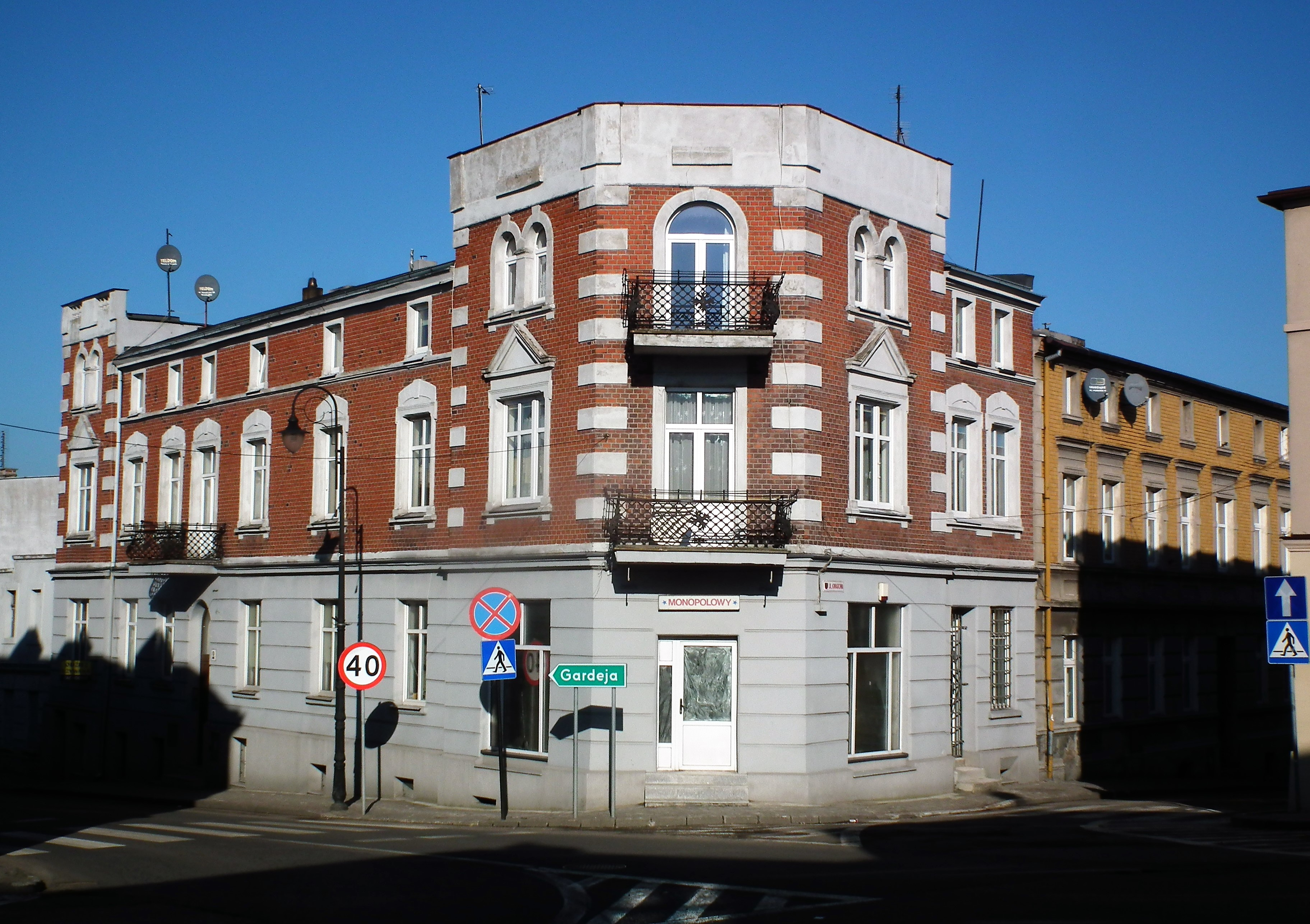
Łasin

Zarys dziejów Łasina – miasta w północnej Polsce, na ziemi chełmińskiej, obecnie przynależącego administracyjnie do województwa kujawsko-pomorskiego.

## Historia Łasina

### Polska Piastów – do 1226
Położona nad jeziorem osada istniała już za Bolesława Chrobrego. Pierwsza historyczna informacja o istnieniu osady o nazwie Łasin pochodzi z 1014 r. Łasińska wieś była o wiele starsza aniżeli miasto. Posiadała również swój kościół parafialny św. Marii Magdaleny.

### Panowanie krzyżackie– 1226–1461

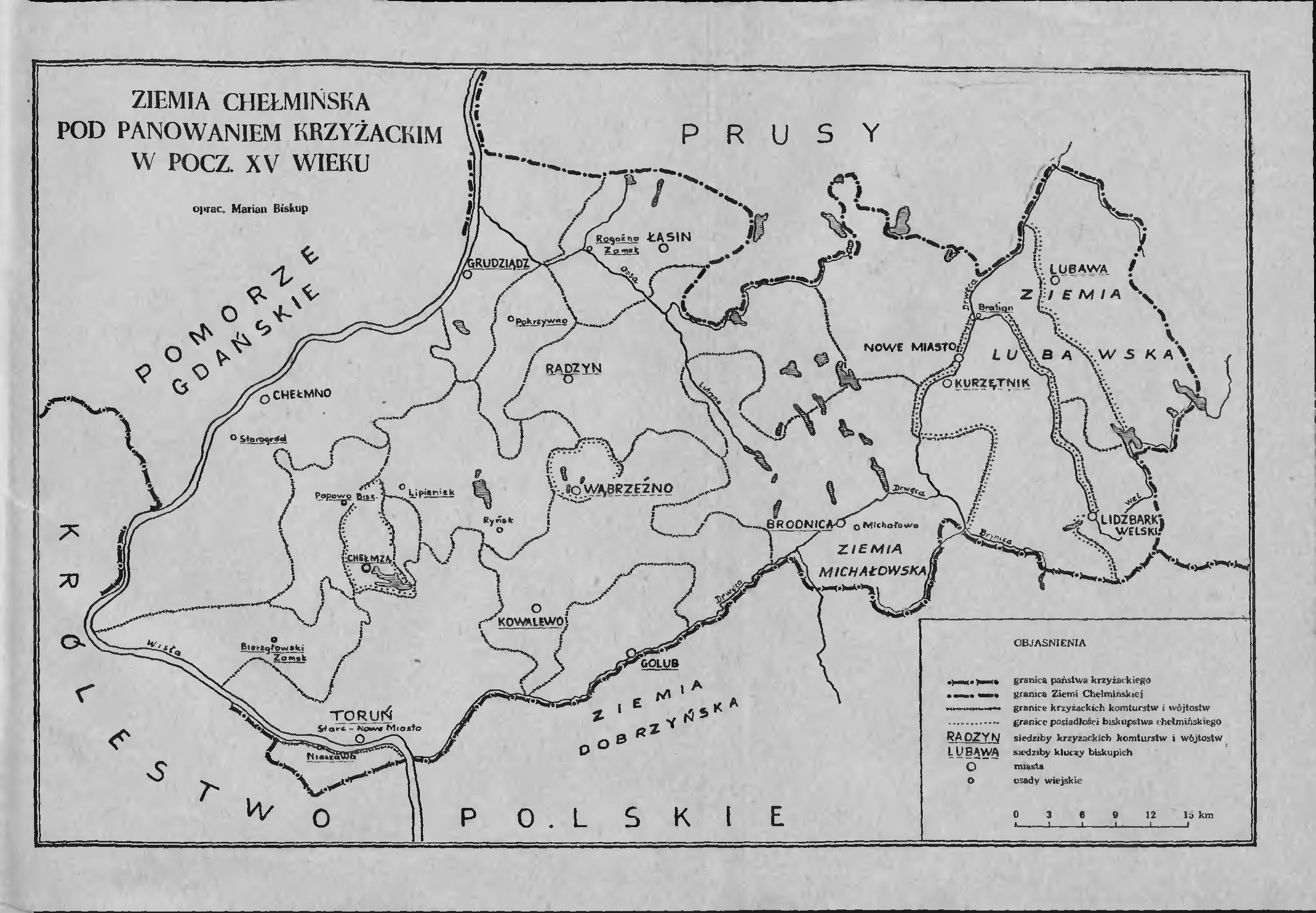
Ziemia chełmińska z ziemią lubawską i ziemią michałowską w pocz. XV w.

Prawa miejskie Łasin otrzymał od Krzyżaków w 1298 roku. Nadania dokonał mistrz krajowy Meinhard z Kwerfurtu, który wydał przywilej na założenie miasta na prawie magdeburskim Janowi z Lasu (po łac. De Nemore). Krzyżacy otoczyli miasto murami, wałami i fosami, a przylegające do miasta jeziora i trzęsawiska naturalnie wzmacniały jego obronność. Podczas wojen z Krzyżakami był kilkakrotnie bezskutecznie oblegany przez Polaków (nawet pod wodzą samego króla Władysława Jagiełły). Pomimo zwycięstwa pod Grunwaldem Łasin nadal trzymał się uporczywie przy Zakonie. W grudniu 1454 roku (pod Łasinem ranny został Łukasz Watzenrode dziadek Mikołaja Kopernika) i styczniu 1455 roku (Jan Czyżowski reprezentował stanowisko królewskie w trudnych rokowaniach z zakonem krzyżackim) wojska króla Kazimierza IV Jagiellończyka oblegały i szturmowały bezskutecznie miasto. W 1457 roku po raz kolejny wojska króla Kazimierza IV Jagiellończyka bez rezultatu oblegały Łasin. Dopiero w 1461 roku w dzień Wszystkich Świętych, kiedy to z uwagi na święto miasto nie posiadało należytej obrony, bramy stały otworem, a załoga była niekompletna miasto zostało zdobyte, obrabowane i spalone pod dowództwem Piotra Dunina (towarzyszył mu Jan Czarnkowski). Za panowania krzyżackiego Łasin należał do komturostwa (a później wójtostwa) rogozińskiego. Historycznie Łasin należy zaliczyć do ziemi chełmińskiej.

### I Rzeczpospolita– 1461–1772
Łasin w 1461 roku powrócił do państwa polskiego (Prusy Królewskie) co potwierdził II pokój toruński w 1466 roku. Miasto zniszczone długimi wojnami otrzymało przywilej od króla Zygmunta I Starego 1 marca 1520 r. w Toruniu, który uregulował wszelkie sprawy między mieszczanami a starostą rogozińskim Łukaszem von Alden. 16 lipca 1526 r. w Gdańsku Zygmunt I Stary nadał nowy przywilej, który potwierdził wszelkie inne przywileje i dekrety nadane miastu za czasów krzyżackich pod warunkiem, że dokumenty te zostaną przetłumaczone na język łaciński.
13 lutego 1565 roku zebrał się w Łasinie sejm pruski. Sejmik obradował w Łasinie również 7 lutego 1588 roku oraz 19 sierpnia 1591 roku.
29 października 1575 roku na sejmiku w Łasinie biskup chełmiński Piotr Kostka porzucił sprawę popierania Walezego.
Polonizację przeszedł za Zygmunta Augusta, który nadał miastu nowe przywileje.

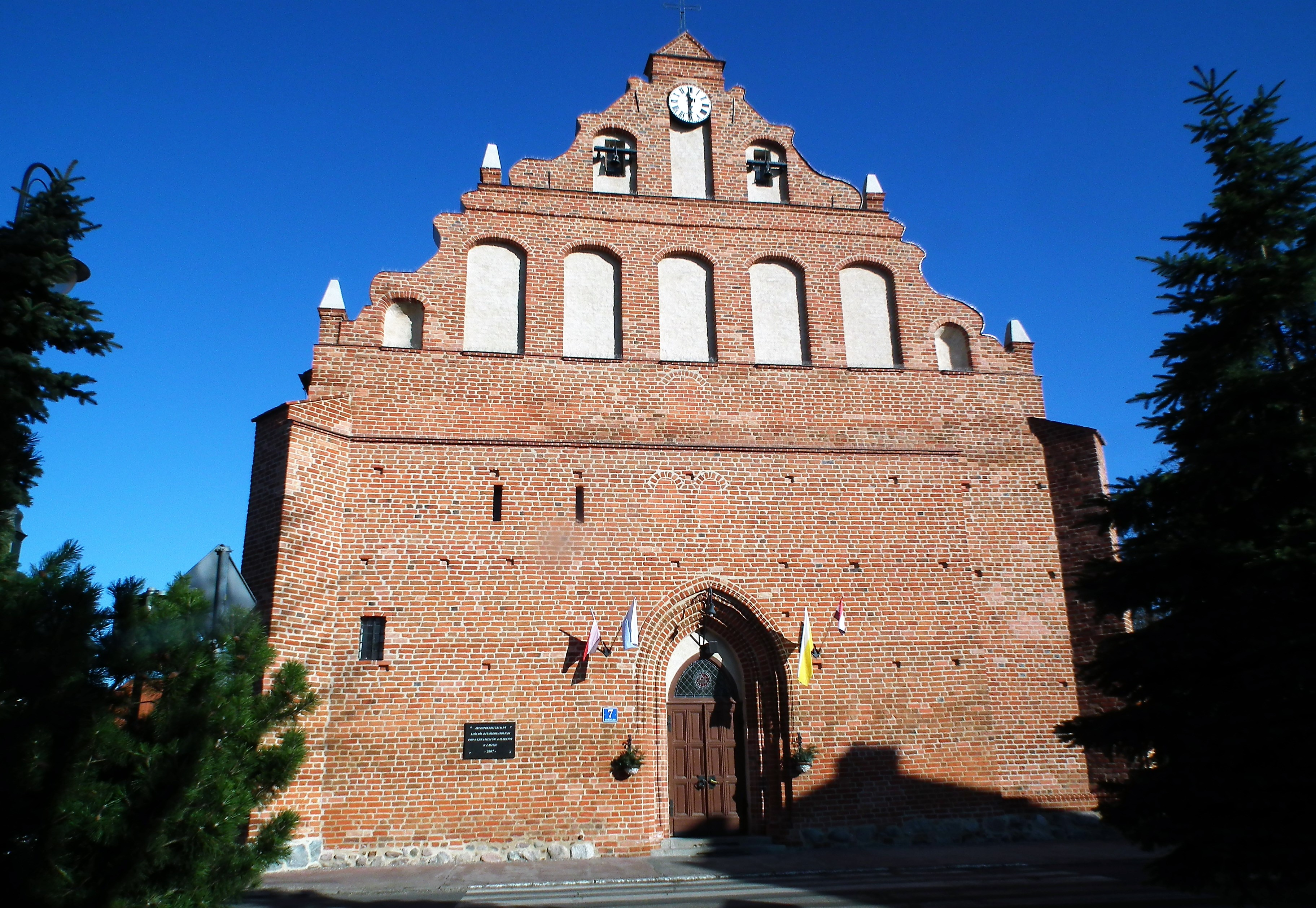
Kościół św. Katarzyny po odbudowie w XVIII w.

Szwedzi spalili Łasin w 1628, zaś w 1710 roku ludność zdziesiątkowała zaraza.
W 1719 r. wybuchł wielki pożar, który zamienił miasto w pogorzelisko. Udało się uratować tylko 17 domów mieszczących się przed Bramą Szynwałdzką zwaną Malborską. Pożar wywołał wielkie spustoszenie, ponieważ miasto zbudowane było prawie wyłącznie z drewna.
W 1764 w związku z próbą ograniczenia liczby posłów z Prus Królewskich przeprowadzono reorganizację administracyjną Prus Królewskich wprowadzając podział województwa na 7 powiatów (chełmiński, toruński, grudziądzki, radzyński, kowalewski, brodnicki i nowomiejski), a następnie w 1767 dodano jeszcze dwa kolejne, golubski i łasiński. Były one w praktyce jedynie okręgami sejmikowymi (z każdego powiatu miało być wysyłanych 2 posłów), a dalej zachowano dawny podział na dwa okręgi sądowe. W praktyce, z racji na konfederację barską, a następnie I rozbiór decyzje te nigdy nie weszły w życie i nawet nie wytyczono granic poszczególnych powiatów.

### Zabór pruski– 1772–1918
Na skutek I rozbioru Polski w 1772 roku Łasin został przyłączony do Prus. Miasto było wtedy bardzo zaniedbane i podupadłe. W mieście było tylko 77 domów mieszkalnych, w tym tylko jeden zbudowany z cegły i kryty dachówką. W Łasinie mieszkały w tym czasie tylko 472 osoby. Miasto nie posiadało nawet studni źródlanej tylko cysterny, które wysychały. Łasin stawał się coraz bardziej podobny do wsi. I to właśnie było powodem, że w roku 1833 na prośbę samych mieszkańców zostały mu odebrane prawa miejskie. Stan taki nie trwał długo, gdyż władze pruskie dołożyły wszelkich starań, aby miastu przywrócić jego dawny charakter i wygląd. Powtórne nadanie praw miejskich nastąpiło w 1860 r. na mocy przywileju królewskiego. Łasin po ich przywróceniu zaczął na nowo tętnić życiem. Już w 1864 r. liczył 2187 mieszkańców i posiadał 495 domów oraz 3 młyny. W 1880 roku wybudowano zbór ewangelicki.

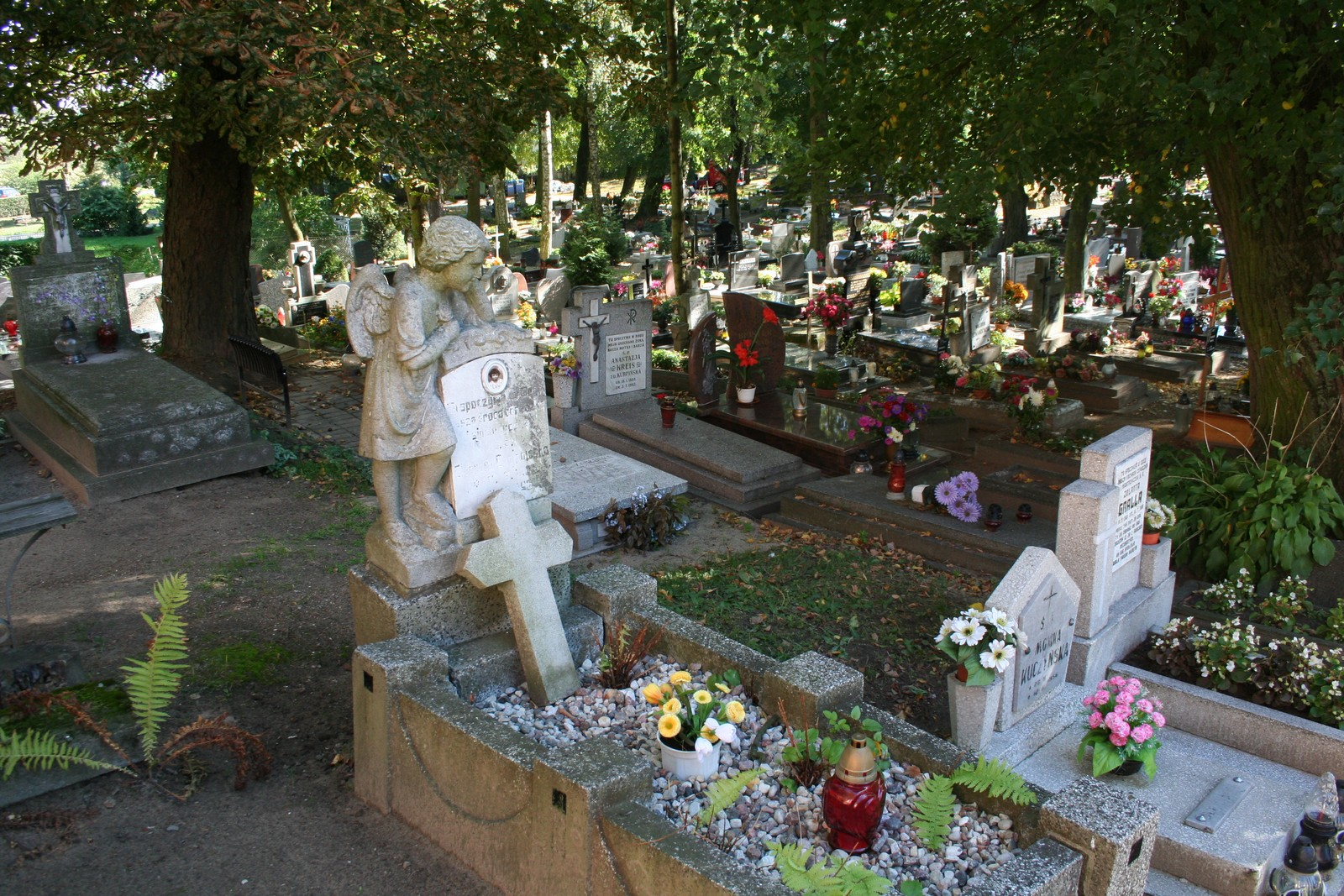
Cmentarz rzymskokatolicki, zał. na pocz. XIX w.

„Na mocy pokoju tylżyckiego z 7 lipca i następnie konwencji elbląskiej z 10 XI 1807 r. Grudziądz, Łasin i okolice nie weszły w skład Księstwa Warszawskiego, lecz pozostały w granicach państwa pruskiego” – „Diecezja toruńska Historia i teraźniejszość” Tom 12 Dekanat łasiński str. 12.
Zgodnie z regulaminem z 20 sierpnia 1802 roku Miasto Łasin i urząd w Rogóźnie należały do sądu ziemskiego i miejskiego w Gardei. Zarządzenie to wygasło po pokoju w Tylży na skutek tego Łasin razem z terytorium, które pozostało przy Prusach należał do Kwidzyna.
17 grudnia 1867 roku zawiązało się w Łasinie towarzystwo rolnicze.
W 1886 roku prusacy wybudowali linię kolejową o charakterze lokalnym, łączącą Łasin z Gardeją. Dzięki niej Łasin miał pośrednie połączenie z Malborkiem. Długość linii kolejowej wynosiła 15 km.
Łasin był miastem gdzie mieszkali Polacy, Niemcy i Żydzi. Niemiecka ludność była w większości protestancka. Dlatego też starali się oni o własny kościół, którego budowę zakończono w 1864 r. Kościół ten, a także cmentarz ewangelicki w latach 1965–1970 został zniszczony i rozebrany, a na jego fundamentach powstał obecny dom kultury. W Łasinie w 1890r mieszkało 2190 osób, w tym 540 protestantów 1414 katolików, i 230 Żydów. Cmentarz żydowski, położony przy ul. Radzyńskiej, powstał w 1818 roku. Pierwsi Żydzi osiedli się w miejscowości w 1816 roku. Kirkut został zniszczony w czasie II wojny światowej. Do dzisiaj na jego terenie nie zachowały się żadne fragmenty macew.
W 1892 roku rozebrano mury miejskie.

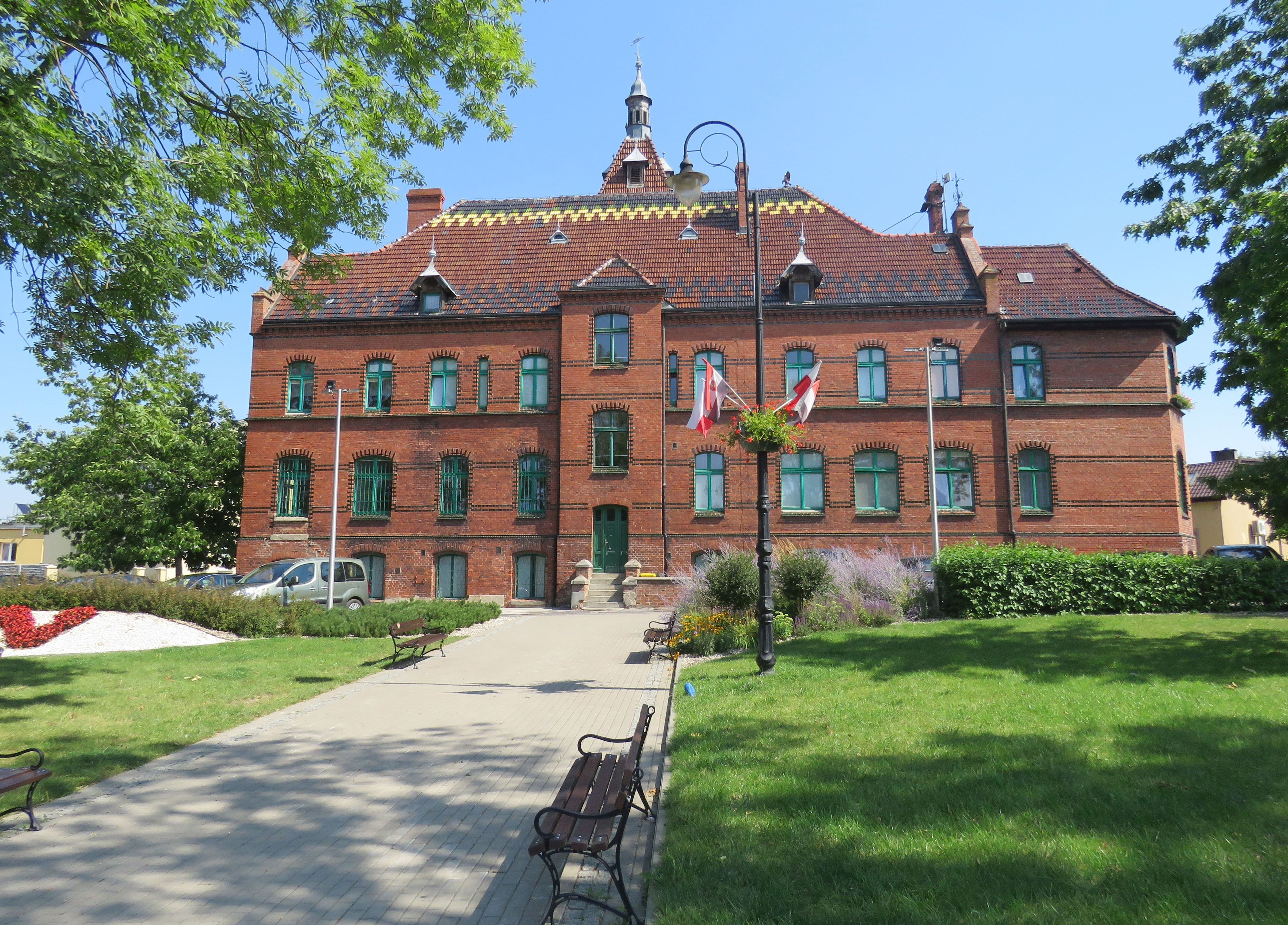
Magistrat z 1900 r.

Największy swój rozkwit miasto przezywało za burmistrza Chruścielewskiego, który doprowadził do wybudowania w 1893 r. wieży ciśnień i wodociągów, a w 1900 r. gmachu magistratu miejskiego. Ten sam burmistrz rozpoczął budowę gazowni, która zakończyła się w 1906 r. Po jej wybudowaniu zmieniono oświetlenie ulic z naftowego na gazowe.
Aby wzmocnić się gospodarczo i uniezależnić od niemieckiego kapitału powstała koncepcja założenia Banku Ludowego w Łasinie. W dniu 25 lutego 1909 r, z inicjatywy Juliusza Bartkowskiego, dr Oszwałdowakiego, Leonarda Meyera i Tomasza Brockiego założono Bank Ludowy spółka z ograniczoną odpowiedzialnością w Łasinie, który został zarejestrowany w Sądzie Powiatowym w Grudziądzu 4 marca 1909 r. pod numerem 26. Bank Ludowy w Łasinie odegrał wybitna rolę w utrzymaniu polskiego stanu posiadania. W późniejszym okresie został przekształcony w Bank Spółdzielczy.

### II Rzeczpospolita– 1918–1939
Z chwilą zakończenia l wojny światowej Łasin po prawie 150 latach zaborów i rządów pruskich powrócił ponownie do macierzystych ziem Polski. Pomimo nasilenia kolonizacji i germanizacji Łasin pozostał prawie w całości polski. Teoretycznie miasto było powtórnie wcielone do Polski już w 1918 roku, jednakże zmiana w Radzie Miejskiej nastąpiła dopiero 20 stycznia 1920 r., kiedy po raz ostatni obradowała ona w języku niemieckim. W obecności delegata Rady Ludowej miejscowego aptekarza Edmunda Baranowskiego, który to czynnie uczestniczył w powstaniu wielkopolskim w latach 1918–1919.
„Po objęciu funkcji komisarycznego burmistrza miasta przez Edmunda Baranowskiego na wiceburmistrza powołano kupca Kazimierza Szlosowskiego, zaś rajcami miasta zostali: Franciszek Szpitter (kupiec) i Maciej Radacki (krawiec). Przewodniczącym Rady Miejskiej wybrany został dr Owszałdowski, a członkami Rady Miasta – Antoni Rutkowski, Franciszek Kandyba, Ignacy Plitt, Franciszek Nast (rolnicy), Bronisław Gralla, Zygmunt Seelig, Moses (kupcy), Jan Porzych (kołodziej) i Wiktor Wiczarski (krawiec).” – „Biały orzeł znów w Łasinie” Nowości.com.pl
Łasin znalazł się w granicach województwa pomorskiego, w powiecie grudziądzkim.
Od 23 lipca 1920 r. komisarycznym burmistrzem miasta był Stefan Tomczyński, który w 1922 r. został zatwierdzony przez starostę grudziądzkiego Ossowskiego na okres 12 lat. Był on nieprzerwanie burmistrzem Łasina do wybuchu II wojny światowej.
24 czerwca 1924 roku miasto odwiedził Prezydent Rzeczypospolitej Polskiej Stanisław Wojciechowski.
W 1931 roku w Łasinie mieszkało 2541 osób w tym 2255 Polaków i 286 Niemców.
14 października 1938 roku Rada Miasta nadała honorowe obywatelstwo miasta Łasina Marszałkowi Polski Edwardowi Rydzowi-Śmigłemu.

### Okupacja niemiecka– 1939–1945

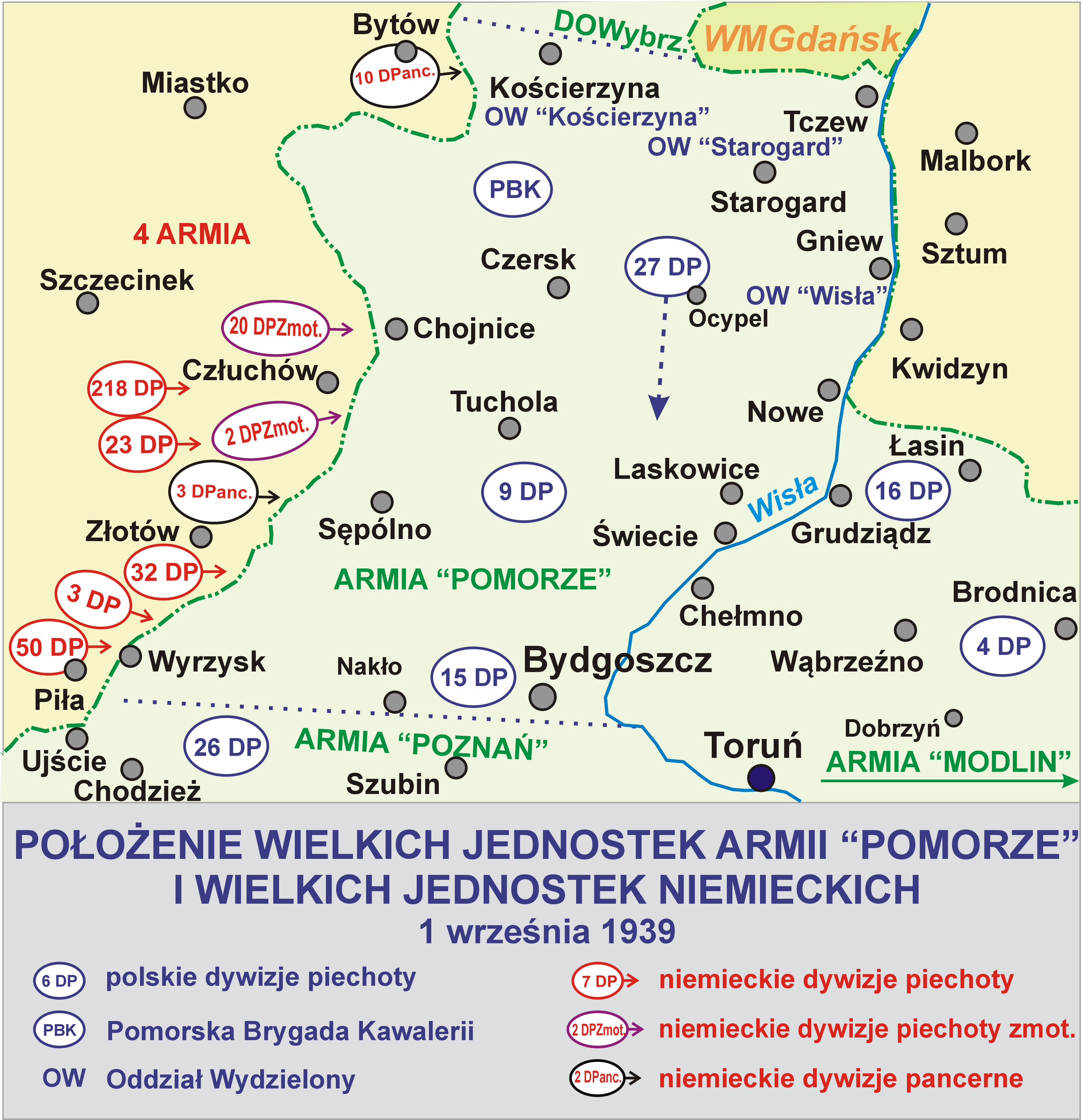
Łasin podczas kampanii wrześniowej

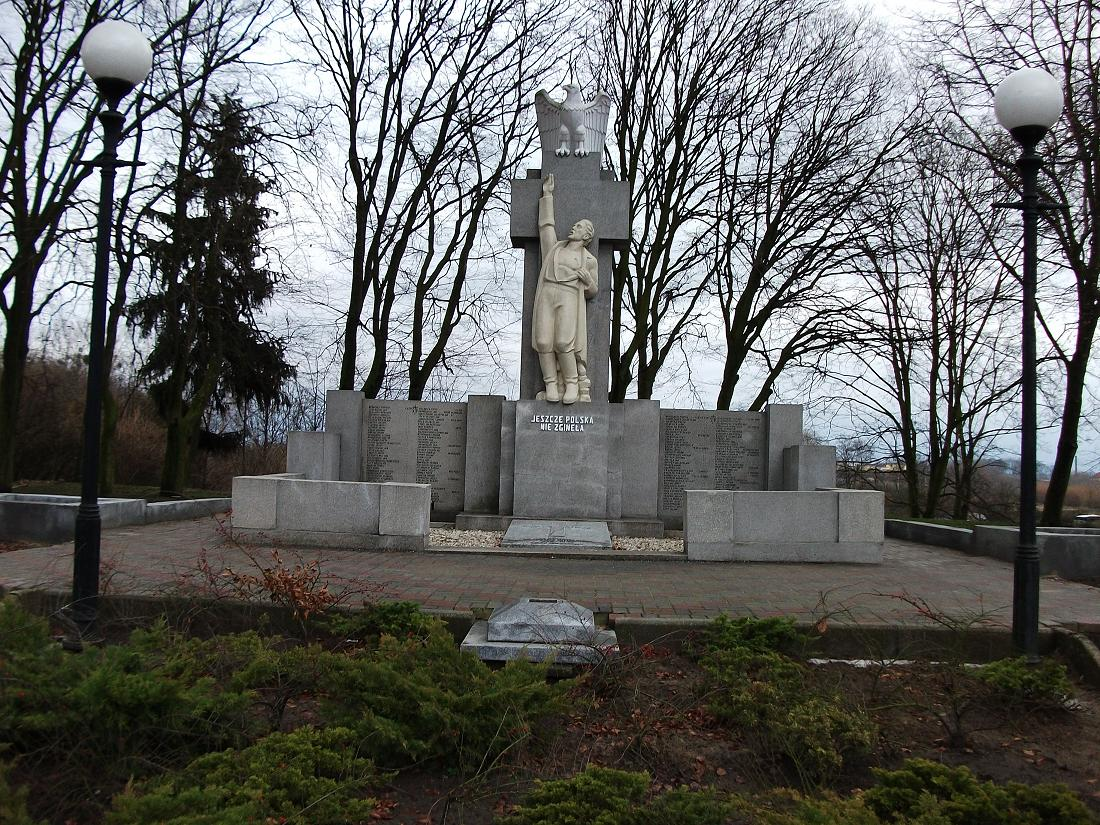
Pomnik na „Magdalence”

W czerwcu 1939 roku 16 Dywizja Piechoty pod dowództwem płk. dypl. Stanisława Świtalskiego wraz z 4 DP została włączona w skład Grupy Operacyjnej „Wschód” gen. Mikołaja Bołtucia w ramach Armii „Pomorze”. Została rozlokowana w rejonie Grudziądza z zadaniem utrzymania linii rzeki Osy od jej ujścia do Wisły do Jeziora Duże koło wsi Gruta. Zachodnia granica pasa działania dywizji opierała się o Wisłę, wschodnia o linię Łasin – Słup – Radzyń Chełmiński.
„ Miejscowość, w której się urodziłem i spędziłem dzieciństwo leżała około 12 km od granicy z Prusami Wschodnimi. Ze względu na sąsiedztwo Grudziądza, gdzie było dużo wojska, kawalerii, ojciec miał sporo kontaktów z wojskowymi, którzy nas odwiedzali. Pod koniec sierpnia 1939 r. sytuacja w kraju stała się dość niewyraźna. Jednak oficerowie, którzy do nas przyjeżdżali, łącznie z komendantem Straży Granicznej tego odcinka twierdzili, że nie ma się co denerwować, że na nic się nie zanosi. Tym niemniej ojciec na wszelki wypadek wysłał całą rodzinę do Torunia a sam pozostał w Łasinie prowadząc nadal aptekę.
1 września o 5.00 służąca zawiadomiła ojca, że podchodzą Niemcy. Ojciec zbiegł na dół do samochodu by ruszać do Torunia. Okazało się, że w aucie nawaliła opona. W tej sytuacji ojciec wsiadł na rower i ratował się ucieczką, szczęśliwie docierając do Torunia. Postąpił bardzo słusznie. Rodzina nasza udzielała się społecznie. „ – Wspomnienia Zbigniewa Dębskiego (urodzonego w Łasinie) z batalionu „Kiliński”.
„Około godz. 10:00 pod Łasinem i Rogoźnem doszło do walki czat bojowych z pododdziałami niemieckiego XXI KA. Przeciwnik główny wysiłek skierował wzdłuż szosy Łasin–Słupski Młyn–Gruta na 64 Grudziądzki pułk piechoty (16 DP), wysunięty na północny brzeg rzeki Osy.”
Łasin został zajęty przez wojska niemieckie 1 września 1939 roku około godziny 11. 7 września hitlerowcy wykonali pierwsze wyroki śmierci na miejscowej ludności polskiej na tzw. „Magdalence”. 8 października miasto włączono do niemieckiego okręgu Gdańsk-Prusy Zachodnie. Obliczono, że w latach okupacji zamordowano na miejscu lub zamęczono w obozach koncentracyjnych 134 mieszkańców Łasina i okolic.
Według Bruno Friesena autora książki Panzer Gunner w drugiej połowie stycznia 1945 roku niemieckie Jagdpanzer IV ostrzelały i zniszczyły pod Łasinem radzieckie T-34 i IS-2.

### Polska Rzeczpospolita Ludowa– 1945–1989
26 stycznia 1945 roku miasto zostało zajęte przez Armię Czerwoną. Wskutek działań wojennych zniszczeniu uległo kilka domów w Rynku, budynek szpitala, wodociągi, gazownia. Wycofujące się oddziały niemieckie uszkodziły tor kolejowy na odcinku Łasin – Gardeja, zniszczyły mosty na przejazdach, zabrały cały inwentarz żywy z okolic. Większość ulic w mieście była zaminowana. Wobec faktu zniszczonych wodociągów, ludność czerpała wodę z pobliskiego jeziora. W zniszczonych domach w chwili wyzwolenia przebywało niecałe 2000 mieszkańców.
W dniu 27 maja 1945 r. ukonstytuowała się pierwsza 12 osobowa Rada Miejska z 5 osobowym prezydium. Przewodniczącym Rady wybrano mgra Dębskiego, a burmistrzem został Edmund Szlosowski, zastępcą Stanisław Czepek. Rozpoczęto porządkowanie miasta, odbudowano zniszczone domy, uruchomiono szkoły i przedszkole. Ekshumowano 27 pomordowanych i pochowano we wspólnej mogile 28 października 1945 roku na placu zwanym „Magdalenką”. W sierpniu 1948 r. odbyła się w tym miejscu uroczystość odsłonięcia pomnika dłuta artysty rzeźbiarza Ignacego Zelka z Torunia. Pomnik przedstawia postać słaniającego się z wyciągniętą ręką, wskazującego białego orła.
Na podstawie dekretu PKWN z 31 sierpnia 1944 zostały utworzone miejsca odosobnienia, więzienia i ośrodki pracy przymusowej dla „hitlerowskich zbrodniarzy oraz zdrajców narodu polskiego”. Obóz pracy nr 133 Ministerstwo Bezpieczeństwa Publicznego utworzyło w Łasinie.

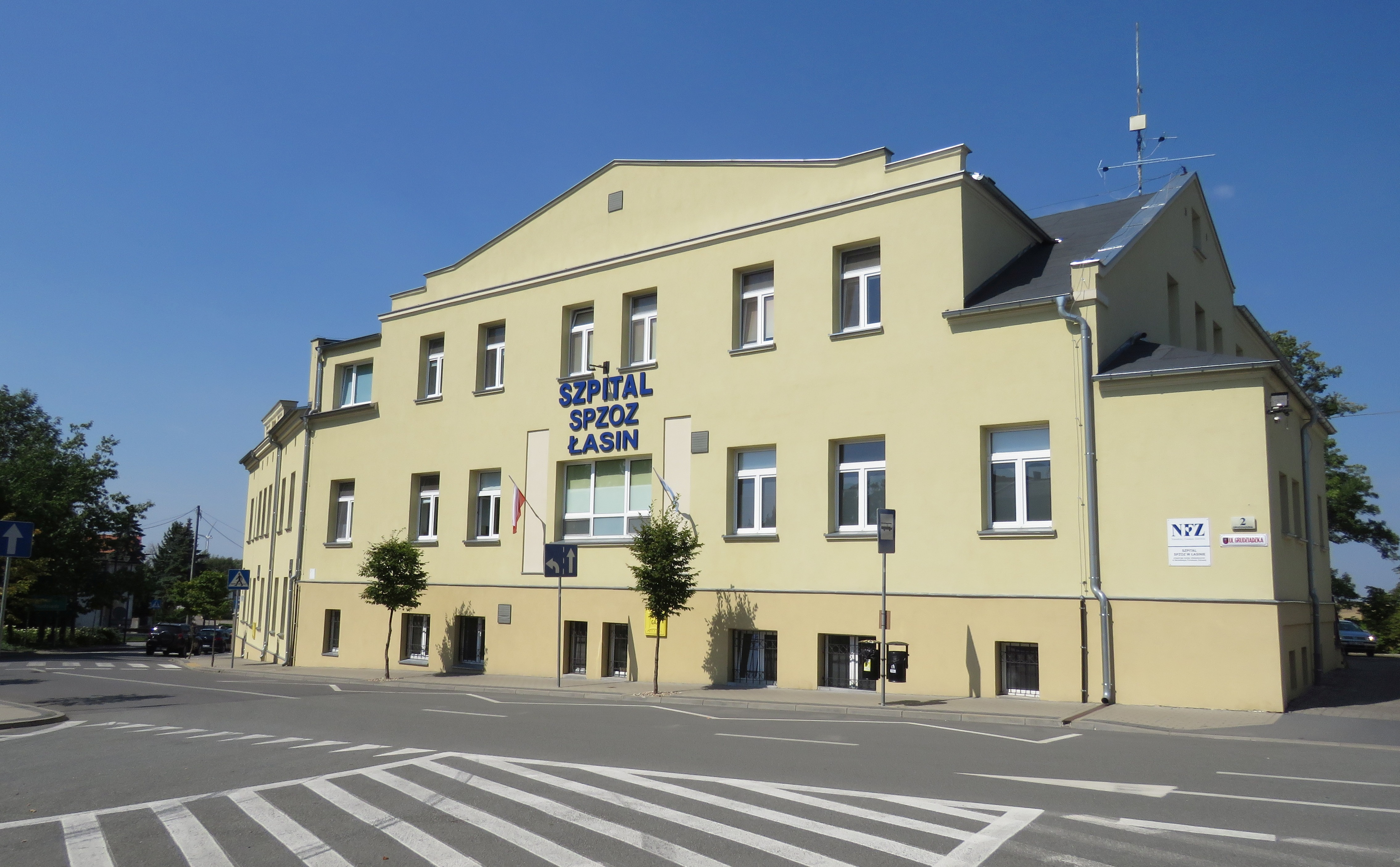
Szpital w Łasinie

W 1948 roku przystąpiono do odbudowy i rozbudowy szpitala, zmodernizowano wyposażenie. Placówka liczyła łącznie 80 łóżek we wszystkich oddziałach. W 1957 roku uruchomiono w budynku po urzędzie gminnym oddział zakaźny liczący 40 łóżek. 1 września 1962 roku uruchomiono 3-letnią Zasadniczą Szkołę Handlową której dyrektorem został Jan Gwizdała. W 1963 roku na mocy zarządzenia Ministra Oświaty utworzono Zasadniczą Szkołę Mechanizacji Rolnictwa kształcącą w zawodzie mechanik maszyn rolniczych, siedzibą szkoły był budynek przy ulicy Dworcowej 13. W 1964 roku dyrektorem Zasadniczej Szkoły Mechanizacji Rolnictwa zostaje Włodzimierz Moch, a w 1968 roku dla potrzeb szkoły zostały wybudowane nowe warsztaty szkolne przy ulicy Curie-Skłodowskiej. W 1982 roku przy udziale zaprzyjaźnionej gminy Zuidlaren z Holandii wybudowano przedszkole.

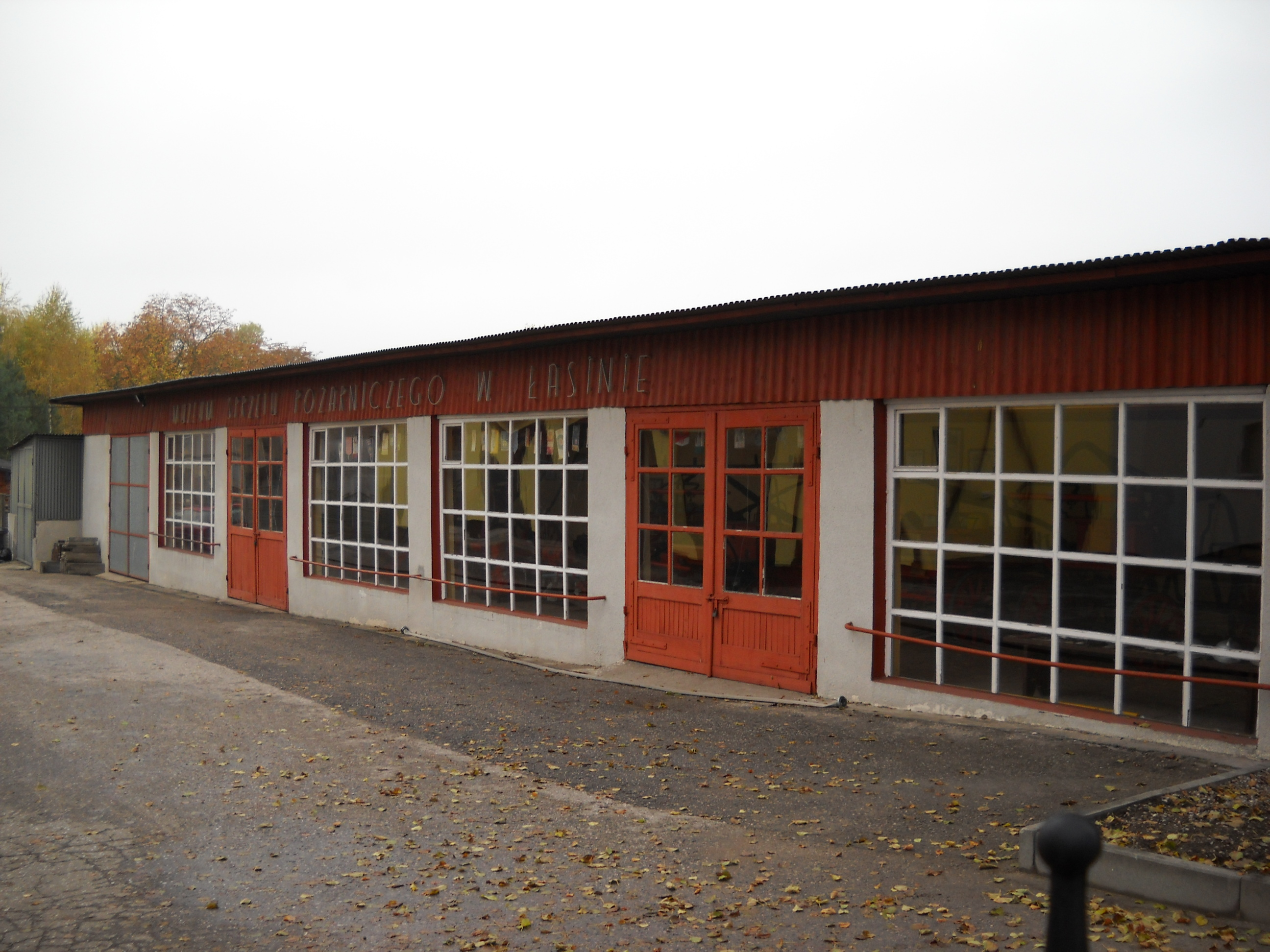
Muzeum Pożarnictwa Ziemi Pomorskiej, zał. w 1976

W latach 1950–1957 i w latach 1957–1975 Łasin wchodził w skład województwa bydgoskiego oraz powiatu grudziądzkiego, a w latach 1975–1998 miasto administracyjnie należało do woj. toruńskiego.

### III Rzeczpospolita– od 1989
W 1990 roku pierwszym burmistrzem po 1989 roku został Wacław Szramowski, który sprawował swój urząd przez jedną kadencję do 1994 roku. W 1994 roku Rada Miejska wybrała na burmistrza Jana Kowarowskiego. Jan Kowarowski został wybrany ponownie przez Radę Miejską na urząd burmistrza w 1998 roku, a w 2002 roku w wyborach bezpośrednich uzyskał 71,64% głosów. W 1998 roku miasto obchodziło rocznicę 700-lecia nadania praw miejskich. W wyniku Reformy administracyjnej Polski z 1999 roku Łasin znalazł się w składzie nowego województwa kujawsko-pomorskiego i powrócił po latach do reaktywowanego powiatu grudziądzkiego. W 2006 roku w wyniku wyborów samorządowych burmistrzem został Franciszek Kawski, który ponownie został wybrany na drugą kadencję w 2010 roku uzyskując 54,92% głosów. W 2015 roku na miejscu poprzedniego przedszkola wybudowano nowe przedszkole miejskie w Łasinie.